# Roman Zobnin
Bản mẫu:Eastern Slavic name
Roman Sergeyevich Zobnin (tiếng Nga: Роман Сергеевич Зобнин; sinh ngày 11 tháng 2 năm 1994) là một cầu thủ bóng đá người Nga hiện tại thi đấu ở vị trí tiền vệ trung tâm cho Spartak Moskva.

## Sự nghiệp câu lạc bộ
Anh có màn ra mắt tại Russian Second Division cho F.K. Akademiya Tolyatti vào ngày 30 tháng 4 năm 2011 trong trận đấu với F.K. Ufa.
Anh có màn ra mắt tại Giải bóng đá ngoại hạng Nga cho F.K. Dynamo Moskva vào ngày 19 tháng 7 năm 2013 trong trận đấu với F.K. Anzhi Makhachkala.
Vào ngày 15 tháng 6 năm 2016, theo sự xuống hạng của Dynamo khỏi Giải bóng đá ngoại hạng Nga, anh chuyển đến F.K. Spartak Moskva.

### Thống kê sự nghiệp
Tính đến 16 tháng 5 năm 2021
| Câu lạc bộ              | Mùa giải            | Giải vô địch                | Giải vô địch | Giải vô địch | Cúp     | Cúp       | Châu lục | Châu lục  | Tổng cộng | Tổng cộng |
| Câu lạc bộ              | Mùa giải            | Hạng đấu                    | Số trận      | Bàn thắng    | Số trận | Bàn thắng | Số trận  | Bàn thắng | Số trận   | Bàn thắng |
| ----------------------- | ------------------- | --------------------------- | ------------ | ------------ | ------- | --------- | -------- | --------- | --------- | --------- |
| F.K. Akademiya Tolyatti | 2010                | PFL                         | 0            | 0            | 0       | 0         | –        | –         | 0         | 0         |
| F.K. Akademiya Tolyatti | 2011–12             | PFL                         | 13           | 0            | 0       | 0         | –        | –         | 13        | 0         |
| F.K. Akademiya Tolyatti | 2012–13             | PFL                         | 10           | 0            | 0       | 0         | –        | –         | 10        | 0         |
| F.K. Akademiya Tolyatti | Tổng cộng           | Tổng cộng                   | 23           | 0            | 0       | 0         | 0        | 0         | 23        | 0         |
| F.K. Dynamo Moskva      | 2012–13             | Giải bóng đá ngoại hạng Nga | 0            | 0            | 0       | 0         | –        | –         | 0         | 0         |
| F.K. Dynamo Moskva      | 2013–14             | Giải bóng đá ngoại hạng Nga | 4            | 0            | 1       | 0         | –        | –         | 5         | 0         |
| F.K. Dynamo Moskva      | 2014–15             | Giải bóng đá ngoại hạng Nga | 15           | 1            | 0       | 0         | 1        | 0         | 16        | 1         |
| F.K. Dynamo Moskva      | 2015–16             | Giải bóng đá ngoại hạng Nga | 29           | 1            | 3       | 0         | –        | –         | 32        | 1         |
| F.K. Dynamo Moskva      | Tổng cộng           | Tổng cộng                   | 48           | 2            | 4       | 0         | 1        | 0         | 53        | 2         |
| F.K. Spartak Moskva     | 2016–17             | Giải bóng đá ngoại hạng Nga | 29           | 2            | 1       | 0         | 2        | 0         | 32        | 2         |
| F.K. Spartak Moskva     | 2017–18             | Giải bóng đá ngoại hạng Nga | 14           | 0            | 2       | 0         | 4        | 0         | 20        | 0         |
| F.K. Spartak Moskva     | 2018–19             | Giải bóng đá ngoại hạng Nga | 26           | 1            | 1       | 0         | 6        | 0         | 33        | 1         |
| F.K. Spartak Moskva     | 2019–20             | Giải bóng đá ngoại hạng Nga | 25           | 2            | 3       | 0         | 4        | 0         | 32        | 2         |
| F.K. Spartak Moskva     | 2020–21             | Giải bóng đá ngoại hạng Nga | 28           | 1            | 2       | 1         | –        | –         | 30        | 2         |
| F.K. Spartak Moskva     | Tổng cộng           | Tổng cộng                   | 122          | 6            | 9       | 1         | 16       | 0         | 147       | 7         |
| Tổng cộng sự nghiệp     | Tổng cộng sự nghiệp | Tổng cộng sự nghiệp         | 183          | 8            | 13      | 1         | 17       | 0         | 213       | 9         |

## Sự nghiệp quốc tế
Vào ngày 31 tháng 3 năm 2015, Zobnin ra mắt cho Đội tuyển bóng đá quốc gia Nga trong trận giao hữu với Kazakhstan.
Vào ngày 11 tháng 5 năm 2018, anh có tên trong đội hình sơ loại của Nga tham dự Giải vô địch bóng đá thế giới 2018.

## Danh hiệu câu lạc bộ
Spartak Moskva
- Giải bóng đá ngoại hạng Nga: 2016-17
- Siêu cúp bóng đá Nga: 2017

## Đời sống cá nhân
Anh trai của anh Aleksandr Zobnin cũng thi đấu bóng đá.